# Harald Hans Körner
Harald Hans Körner (* 23. Juni 1944) ist ein deutscher Jurist und Autor.

## Leben
Körner wurde 1976 an der Rechts- und Wirtschaftswissenschaftlichen Fakultät der Johannes Gutenberg-Universität Mainz mit einer Arbeit zum Thema Sexualentgleisungen alternder Menschen im Umgang mit Minderjährigen promoviert. Er plädierte für die Einführung eine Alters-Strafrechts.
Körner war Oberstaatsanwalt bei der Staatsanwaltschaft Frankfurt am Main und Leiter der Hessischen Zentralstelle für die Bekämpfung der Betäubungsmittelkriminalität (ZfB) bei der Generalstaatsanwaltschaft Frankfurt am Main. Er war einer der Väter der Frankfurter Montagsrunde der Stadt Frankfurt und Autor eines bedeutenden Kommentars zum Betäubungsmittelgesetz bis zur 6. Auflage sowie Mitglied im Kuratorium der Deutschen Hauptstelle für Suchtfragen. Er war Vorstandsmitglied der Nationalen Anti Doping Agentur (NADA) in Bonn, Berater und Mitglied der Drogen- und Suchtkommission des Bundesministeriums für Gesundheit.

## Auszeichnungen
- 1966: Auszeichnung für Jugendzeitschrift reflexe über Vietnam-Krieg auf Frankfurter Buchmesse
- 1967: „Amicus Poloniae“ – Auszeichnung für Jugendzeitschrift reflexe über Polen in Warschau
- 1997: „Spear Award for Achievement in the Field of Control and Enforcement“ von The Drug Policy Foundation in New Orleans (Louisiana)
- 1997: Auszeichnung für Konzept der Drogenbekämpfung auf Städtekonferenz in Medellin (Kolumbien) „Las Grandes Ciudades y Los Planes Sobre Drogas“
- 2009: „Josh von Soer Preis“ des Drogenhilfe-Verbandes akzept für Lebensleistung

## Veröffentlichungen
- Sexualkriminalität im Alter (= Beiträge zur Sexualforschung. Bd. 56). Enke, Stuttgart 1977, ISBN 3-432-88891-0. (Dissertation, Universität Mainz, 1975)
- Betäubungsmittelgesetz: Deutsches und internationales. Betäubungsmittelrecht (= Beck’sche Kurz-Kommentare. Bd. 37). Beck, München 1982, ISBN 3-406-07342-5. (6., neu bearbeitete Auflage: Betäubungsmittelgesetz, Arzneimittelgesetz. Beck, München 2007, ISBN 978-3-406-55080-5)
- Die Bekämpfung der organisierten Rauschgift-Kriminalität durch V-Leute. In: Taschenbuch für Kriminalisten. Band 35, Verlag Deutsche Polizei, Hilden 1985, ISBN 3-8011-0140-1.
- Die Zulässigkeit von Drug-Checking: Rechtliche Risiken und Nebenwirkungen von Drug-Checking. Zentralstelle für die Bekämpfung der Betäubungsmittelkriminalität, Frankfurt am Main 1997 (PDF; 21 kB).
- Mit Eberhard Dach: Geldwäsche: Ein Leitfaden zum geltenden Recht. Beck, München 1994, ISBN 3-406-38349-1.
- Leitfaden Grundstoffüberwachungsgesetz (GÜG). Boorberg, Stuttgart 1998, ISBN 3-415-02402-4.
- Sonderfragen der Therapieüberleitung im Betäubungsmittel-Strafverfahren. In: Arthur Kreuzer (Hrsg.): Handbuch des Betäubungsmittelstrafrechts. Beck, München 1998, ISBN 3-406-40688-2, S. 1302–1330.
- El secreto del consenso en el modelo de Frankfurt und La marcha de las Ciudades latinoamericanas bajo el simbolo de la orquidea cattleya. In: Kai Ambos: Control de drogas. Ediciones Juridicas Gustavo Ibanez, Santa Fe de Bogotá 1998, ISBN 958-9333-83-4.

### Veröffentlichungen als Krimiautor unter dem PseudonymJohannes Frumen
- Sterbeengel. B3-Verlag, Frankfurt 2012, ISBN 978-3-943758-30-6.
- Totengräber vom Goetheturm. B3-Verlag, Frankfurt 2013, ISBN 978-3-943758-42-9.